# Céos (Titan)
Pour les articles homonymes, voir Céos et Polos.
 (mars 2010).
Dans la mythologie grecque, Céos, Cœos, Coéos ou Koios (en grec ancien : Κοῖος / Koîos, « celui qui sait », « celui qui pense ») est un Titan. Fils d'Ouranos (ou d'Éther) et de Gaïa, il est parfois appelé Polos (Πόλος / Pólos, « la Voûte céleste »).
Il est marié à sa sœur Phébé de qui il a deux filles : Léto et Astéria. Comme son épouse et ses filles, il fait partie des Titans sidéraux, et de nombreux mythographes contemporains supposent que sous le règne de Cronos, il présidait plus ou moins à la bonne marche du Zodiaque. 
Lors de la Titanomachie, après dix ans de combat, Céos est emprisonné dans le Tartare par Zeus, les Titans ayant perdu contre les Olympiens aidés par les Cyclopes et les Hécatonchires sous le conseil de Gaïa.
Les auteurs post-hésiodiques et latins rangent plus volontiers Céos parmi les Géants issus, pour Virgile, de la Terre seule ou de celle-ci et du Tartare, selon Hygin qui lui préfère plutôt Polos comme Titan, fils d'Éther et de Gaïa et comme mari de la Titanide Phébé.

### Sources antiques
- Pseudo-Apollodore, Bibliothèque [détail des éditions] [lire en ligne] (I, 2-3 ; I, 8-9).
- Diodore de Sicile, Bibliothèque historique [détail des éditions] [lire en ligne] (V, 66, 1 ; V, 67, 1).
- Hésiode, Théogonie [détail des éditions] [lire en ligne] (v. 132-133, 207 et 404).
- Hygin, Fables [détail des éditions] [(la) lire en ligne] (Préface ; CLX).
- Hymnes homériques [détail des éditions] [lire en ligne] (III à Apollon, v. 61).
- Hymnes orphiques [détail des éditions] (lire en ligne), (XXXV à Léto).
- Ovide, Métamorphoses [détail des éditions] [lire en ligne] (VI, 185-186).
- Pausanias, Description de la Grèce [détail des éditions] [lire en ligne] (IV, 33, 6).
- Valerius Flaccus, Argonautiques [détail des éditions] [lire en ligne] (III, 224).
- Virgile, Énéide [détail des éditions] [lire en ligne] (IV, 174-179), Géorgiques [détail des éditions] [lire en ligne] (I, 276).